# Isola di Annenkov
L'isola di Annenkov è un'isola sub-antartica situata nell'Oceano Atlantico meridionale; fa parte dell'arcipelago della Georgia del Sud, politicamente parte del territorio della Georgia del Sud e Isole Sandwich Australi, uno dei Territori d'oltremare britannici.

## Geografia
Situata circa 13 km a sud dell'isola di Georgia del Sud l'isola di Annenkov è larga circa 6,6 km ed ha una superficie di circa 15 km².

## Storia
Fu scoperta nel 1775 da una spedizione britannica guidata da James Cook che le diede il nome Pickersgill Island in onore di Richard Pickersgill, un ufficiale della HMS Resolution. L'isola venne riscoperta nel 1819 da Fabian Gottlieb von Bellingshausen che le diede il nome attuale, Michail Annenkov era uno degli ufficiali della sua spedizione.